# Stiliger talis
Stiliger talis is een slakkensoort uit de familie van de Limapontiidae. De wetenschappelijke naam van de soort is voor het eerst geldig gepubliceerd in 1956 door Ev. Marcus & Er. Marcus.